# 마이클 D. 로버츠
마이클 D. 로버츠(Michael D. Roberts, 1947년 12월 25일 ~ )는 미국의 배우, 텔레비전 배우이다.
브루클린에서 태어났다.

## 영화
- 스트리트 킹 (2008년)
- 아메리칸 드림즈 (2006년)
- 다크 섀도우 (2005년)
- 호스티지 (2005년) - 리들리 역
- 모래 인간 (1995년)
- 프렌즈 (1994년)
- 추행자 (1991년)
- 비버리힐즈의 아이들 (1990년)
- 사선을 넘어 - TV 시리즈 (1989년)
- 레인 맨 (1988년) - 번 역
- 맨헌터 (1986년)
- 우주 해적선 (1984년)
- 전격 Z작전  - 파일럿 (1982년)
- 헌터 (1980년)